# Perk Batang Toru
Perk Batang Toru is een bestuurslaag in het regentschap Tapanuli Selatan van de provincie Noord-Sumatra, Indonesië. Perk Batang Toru telt 1199 inwoners (volkstelling 2010).